# SN 2006X
SN 2006X — сверхновая звезда типа Ia, вспыхнувшая 4 февраля 2006 года в созвездии Волосы Вероники.

## Характеристики
Вспышка сверхновой была зарегистрирована японским астрономом Сёдзи Судзуки (англ. Shoji Suzuki) и итальянским астрономом Марко Мильярди (англ. Marco Migliardi). Спектральный анализ первых снимков SN 2006X показал, что скорость распространения сброшенного звёздного вещества чрезвычайно велика, что необычно для сверхновых типа Ia.
Подробное изучение морфологии светового эха сверхновой показало, что, скорее всего, недалеко от неё находился крупный околозвёздный объект. Он должен был находиться на расстоянии около 26 парсек от эпицентра взрыва, и, хотя, ударная волна, достигшая его, была колоссальной мощности, данные говорят о том, что он выжил. Дальнейшее изучение должно подтвердить либо опровергнуть результаты этого исследования.
Галактика NGC 4321 (она же М100), в которой произошло данное событие, находится на расстоянии около 55 миллионов световых лет от нас. Она довольно хорошо изучена, ей посвящено множество научных работ. За последние сто с лишним лет это уже пятая сверхновая, зарегистрированная в галактике. Последняя была в 1979 году — SN 1979C.

Снимки местоположения сверхновых SN 2006X и SN 1979C в ультрафиолетовом и рентгеновском диапазонах. Фотографии телескопа Спитцер.